# Kraftwerk
Pour les articles homonymes, voir Kraft.
Kraftwerk ([ˈkʁaftvɛɐ̯k] ) est un groupe de musique électronique allemand originaire de Düsseldorf. Il joue un rôle prépondérant dans le développement de cette musique. Ses productions novatrices et expérimentales ont influencé un certain nombre de groupes new wave des années 1980 et bon nombre de leurs titres sont échantillonnés dans le hip-hop des années 1980, la house et la techno du début des années 1990,,,.
La sonorité du groupe se caractérise par la combinaison d'une ligne de basse et d'une rythmique électroniques à une structure harmonique et des mélodies répétitives faites à partir de synthétiseurs, accompagnée de paroles minimalistes chantées ou « vocodées » dans plusieurs langues (allemand, anglais, français, espagnol, russe, japonais, italien...).

## Biographie

### Débuts dans le krautrock (1970-1973)
Le groupe Kraftwerk est fondé en 1970 par Florian Schneider-Esleben et Ralf Hütter. Le premier joue de la flûte et du violon, le second du piano et de l'orgue. Ils se sont rencontrés en classe d'improvisation pendant leurs études au Conservatoire de Düsseldorf en 1968. Leurs goûts partagés pour la musique expérimentale électronique que la presse qualifiera plus tard de mouvance krautrock scellent définitivement leur amitié.
Après une première expérience au sein du groupe allemand Organisation jugée insatisfaisante, le duo sort sous le label Philips les albums Kraftwerk (1970), Kraftwerk 2 (1972) et Ralf und Florian (1973). Sa musique très avant-gardiste rencontre un succès mitigé.
De 1970 à 1973, le groupe Kraftwerk se présente officiellement comme un duo. Durant cette période cependant, Florian Schneider et Ralf Hütter ont été accompagnés par une demi-douzaine de musiciens différents, présents pour jouer en concert ou pour les sessions d'enregistrement du premier album (Kraftwerk). Les musiciens les plus notables de cette époque ont été le guitariste Michael Rother et le batteur Klaus Dinger, qui formèrent ensuite le groupe Neu!. L'apport, l'expérience et l'influence du producteur et ingénieur du son Konrad « Conny » Plank sont aussi significatifs. Konrad Plank a collaboré à l'époque avec plusieurs groupes allemands d'importance tels que Can, Cluster et Harmonia. Grâce à son travail avec Kraftwerk, son studio de musique près de Cologne est devenu un des studios les plus prisés de la fin des années 1970. Il œuvre sur les quatre premiers albums de Kraftwerk (dont Kraftwerk et Kraftwerk 2 en tant que coproducteur) puis cesse toute collaboration avec le groupe après la finalisation de l'album Autobahn.
Influencé par les vastes complexes industriels de leur région (la Ruhr), Kraftwerk reproduit dans ses disques l’atmosphère industrielle faite de sons répétitifs et sa vision du monde autour du béton des grandes villes et de la modernité technologique : « Nous avons forcément été influencés par le rythme de notre langue maternelle, par les sons industriels d'un environnement comme la Ruhr », explique Ralf Hütter, en 2002 pour Le Monde.

### Passage à la musique électronique et percée internationale (1974-1978)
Sorti en novembre 1974, l'album Autobahn (autoroute, en allemand) rencontre un succès mondial l'année suivante. Soucieux de tout contrôler, les deux membres fondateurs se séparent alors de leur ingénieur Conny Plank et créent leur propre studio d’enregistrement Kling Klang à Düsseldorf en Allemagne.

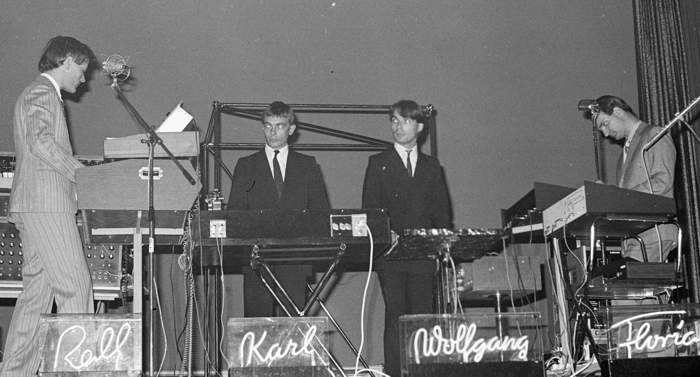
Kraftwerk à Zurich en 1976, avec de gauche à droite : Ralf Hütter, Karl Bartos, Wolfgang Flür et Florian Schneider.

Le peintre et graphiste Emil Schult participe à la conception de la pochette de l'album Ralf & Florian en 1973 et devient par la suite un collaborateur influent et régulier du groupe. Au début, il jouait à l'occasion de la guitare basse et du violon électrique. Très vite, son rôle dépasse celui du simple concepteur visuel, il participe à l'écriture des paroles de certaines chansons, discute des concepts et accompagne le groupe lors de ses tournées. La composition du groupe se forge de manière plus définitive à partir de 1975, pour la tournée de l'album Autobahn. Durant cette période, le groupe se présente comme un quatuor électronique composé des fondateurs Ralf Hütter et Florian Schneider-Esleben, rejoint par les percussionnistes Wolfgang Flür et Karl Bartos (ce dernier succédant à Klaus Röder, qui jouait du violon électronique sur l'album Autobahn). Wolfgang Flür avait déjà intégré le groupe en 1973 en tant que batteur, dans le cadre d'une apparition télévisée du groupe pour la promotion du troisième album. Cette première apparition de leur instrument de percussion, une batterie électronique qu'ils avaient eux-mêmes construite et jouée par Flür, a contribué à les faire remarquer. Bartos a collaboré à l'écriture de nombreux morceaux de Kraftwerk, parmi les plus mémorables.
Ils sortent par la suite des titres célèbres comme Radioactivity, Trans-Europe Express ou The Robots en 1978 sur l'album The Man Machine, qui feront de Kraftwerk l'un des groupes les plus échantillonnés après James Brown.

### PériodeComputer World(1979-1981)
À partir de 1979, Kraftwerk entame l'écriture d'un nouvel album, en souhaitant cette fois explorer le thème de la communication. Le groupe passe la majeure partie de l'année 1980 enfermé au studio Kling Klang afin de travailler les rythmes, les sons et les mélodies de ce futur album. Au même moment, Wolfgang Flür, dont les interventions en tant que percussionniste électronique ne sont plus indispensables lors des séances de création musicale en raison de l'usage des séquenceurs, refait à neuf les équipements du studio. Ralf et Florian demandent à Wolfgang de concevoir un studio modulaire, ergonomique et portatif avec un style particulier, qu'il serait possible d'emmener avec le groupe sur scène. À la fin des travaux, chaque musicien dispose d'une console reliée à des synthétiseurs, des séquenceurs, des mixeurs et des racks d'effets permettant à chacun d'intervenir sur l'ensemble de la musique. La console de Ralf est la plus imposante, composée d'un Minimoog, d'un Polymoog et d'un Vako Orchestron. La console de Karl est composée d'un clavier italien fabriqué sur mesure relié à un synthétiseur Korg PS-3100, celle de Wolfgang d'un séquenceur rythmique relié aux modules de percussions électroniques ainsi qu'à une boîte à rythmes (le Mr.Lab des concepteurs allemands Friendchip) tandis que celle de Florian est équipé d'un Prophet 5 de Sequential, de divers effets, d'une flûte électronique construite sur mesure et est notamment reliée à des vocodeurs Sennheiser et EMS. L'ensemble est positionné en V, avec les consoles de Ralf et Karl formant un couloir obliquant à quarante-cinq degrés avec le couloir formé des consoles de Wolfgang et Florian. Un écran géant est placé derrière chaque console, permettant au groupe de diffuser des films plus ou moins synchronisés avec la musique en direct.
Le nouvel album sort en mai 1981. Titré Computer World, il prophétise par bien des aspects l'arrivée et la mainmise de la technologie informatique sur le quotidien du monde entier. Même si son principal thème est l'ordinateur, l'album n'a pas été conçu avec du matériel informatique mais avec une technologie essentiellement analogique. À l'instar des albums précédents, Computer World sort en deux versions, anglaise (pour l'international) et allemande (Computerwelt). Ce qui est nouveau, en revanche, c'est la déclinaison en d'autres langues de l'une des chansons, Pocket Calculator (anglais), Taschenrechner (allemand), Mini Calculateur en français (édition francophone), Dentaku en japonais (édition japonaise). La version italienne (Minicalculatore) existe également mais n'a jamais été publiée officiellement.
Aussitôt le disque sorti, Kraftwerk s'embarque dans une tournée mondiale de presque cent concerts. La tournée démarre en Italie, se poursuit en Espagne, en France (où ils joueront dans quatre villes : Montpellier, Lyon, Tours et Paris), en Angleterre puis au Canada, aux États-Unis, en Europe de l'Est (et même, parfois, derrière le rideau de fer); au Japon (où ils seront particulièrement plébiscités et rencontreront le groupe Yellow Magic Orchestra), en Australie puis finalement en Allemagne, en Autriche et dans le Benelux. La liste des morceaux joués comprend surtout les titres du dernier album, mais également des morceaux des albums précédents qui ont contribué au succès du groupe comme Autobahn, Radioactivity, Trans-Europe Express ou The Robots pendant le rappel, qui voit le groupe accompagné sur scène par des mannequins de vitrine à leur effigie. Le niveau de performance de Kraftwerk en concert, dont l'équipement est optimisé, monte alors d'un cran et impressionne au-delà de la communauté de la musique électronique. Ils peuvent, par exemple, quitter leurs consoles pour jouer Pocket Calculator sur des instruments miniaturisés devant le public, en bord de scène, ce qui devient rapidement le climax des concerts de cette tournée, Ralf et Florian s'amusant à laisser certains membres du public jouer sur leurs mini-instruments.

### DeTechno PopàElectric Café(1982-1987)
La tournée mondiale s'achève en décembre 1981. Entre-temps, le label EMI a sorti un 45 tours de Computer Love, titre de Computer World couplé à un titre plus ancien, The Model, qui figure sur l'album précédent The Man-Machine de 1978, en face B. De manière surprenante, c'est la face B The Model qui devient vite un hit dans les charts anglais au début de l'année 1982 et rencontre ensuite un certain succès dans l'Europe entière. Le groupe, dont les apparitions à la télévision sont rares, se fait remarquer en apparaissant dans l'émission allemande Na Sowas le 29 mars 1982 afin de jouer The Model en play-back.
Ralf et Florian sont passionnés de sport, et plus particulièrement de vélo, discipline sportive qu'ils pratiquent depuis plusieurs années. Ils constatent que l'association de l'homme (coureur) et de la machine (bicyclette) cadre bien avec le concept d’homme-machine qui leur est cher et qui a déjà fait l'objet d'un album, ce qui les inspire au moment d'entamer la préparation de l’album suivant. Kraftwerk compose ainsi un titre nommé Tour de France en hommage à la compétition cycliste homonyme, dans plusieurs versions différentes, chantées en français ou en allemand et égrenées entre l'été 1983 et le printemps 1984. Ce titre est annoncé chez EMI comme le premier extrait d'un nouveau disque nommé Techno Pop. Cet album possède déjà une pochette, un numéro de référencement ainsi qu'une date de sortie, initialement prévue en avril 1983 puis repoussée à l'automne. L'album Techno Pop, qui comprend quatre titres (Techno Pop, Sex Object, The Telephone Call et Tour de France), est pratiquement achevé mais tarde à être publié car, faute d'obtenir un mixage satisfaisant, Kraftwerk décide de retravailler le projet en profondeur. Par ailleurs le concept hybride « cyclisme et techno pop » est sujet à controverse au sein du groupe. La chanson Tour de France, déjà publiée, est finalement mise de côté avec l'idée de produire ultérieurement un album cette fois entièrement consacré au thème du sport cycliste et de sa course emblématique.
Il faudra attendre novembre 1986 pour entendre la version définitive de ce nouveau disque qui sort avec une pochette inédite et n'affiche donc plus aucun lien avec le thème du cyclisme. L'album s'intitule finalement Electric Café, titre du morceau final nommé Electric Café. Lors de sa réédition en version remastérisée en 2009 au sein du Catalogue, Electric Café retrouve son appellation d'origine, Techno Pop. Deux morceaux dans leur version originale de 1983, Techno Pop et Sex Object, refont surface quelques années plus tard sous la forme de bootlegs et donnent une idée de la façon dont sonnait le projet avorté de 1983. Plus minimaliste dans les sonorités, dépourvu de grand thème directeur (l'album aborde néanmoins la musique et la perception des sons), Electric Café est peu apprécié des fans et de la critique. Kraftwerk reste toujours aussi pointilleux et perfectionniste dans la conception du son et rajoute, sur ce nouvel album, une nouvelle dimension au mixage par la variation dynamique des effets numériques (délai et réverbération) précisément programmés. Kraftwerk utilise également le français et l'espagnol dans le texte de certains morceaux, démontrant à nouveau cette envie de diversité linguistique. Il faut également souligner que The Telephone Call est l'unique chanson du répertoire de Kraftwerk où Ralf Hütter n'assure pas le chant, cette tâche étant exceptionnellement confiée à Karl Bartos.
Kraftwerk ne s'est plus produit en concert depuis son épuisante tournée mondiale de 1981 et, à terme, ne projette pas de remonter sur scène, là où Wolfgang Flür était le plus actif et tenait un rôle primordial dans le groupe. À partir de 1982, Wolfgang Flür est beaucoup moins impliqué dans le groupe. En raison des progrès technologiques (séquenceurs, boîtes à rythmes), sa présence au studio en tant que percussionniste est devenue pratiquement inutile car il n'a jamais réellement participé au processus créatif des œuvres de Kraftwerk. Ainsi, sur l'album Electric café, Flür n'est cité qu'en tant que simple membre du groupe, mais sans véritable contribution. La sortie d'Electric Café n'étant donc pas suivie d'une tournée pour le promouvoir, Wolfgang Flür, frustré et démotivé, cesse dès le début de 1987 de se rendre au studio Kling Klang. Ralf et Florian lui proposent pourtant de participer à nouveau à des travaux d'aménagement au studio. Mais, aspirant à un rôle plus musical au sein du groupe, Wolfgang Flür refuse, actant de fait son départ de Kraftwerk.

### ProjetThe Mixet retour sur scène (1987-1998)
Au moment de la sortie d'Electric Café, Ralf Hütter passe commande d'un New England Digital Synclavier, un instrument à la pointe de la technologie particulièrement onéreux qui aura un impact considérable sur la suite du parcours de Kraftwerk. Le Synclavier est un synthétiseur numérique (synthèse additive et modulation de fréquence), doublé d'un échantillonneur stéréo de grande capacité, ce qui en fait un outil de production remarquable. En 1981, Kraftwerk avait déjà investi dans un échantillonneur Emulator, notamment utilisé dans le 45 tours Tour de France pour reproduire les sonorités associées au vélo (roue libre, pompe, souffle du cycliste en plein effort) puis, entre autres, dans un Yamaha DX7 en 1983. Alors que l'album Techno Pop était à un stade avancé, le protocole MIDI voyait le jour et marquait le début de l'informatique musicale, Kraftwerk incorporant progressivement les nouveautés. Les changements de méthodes et les nouvelles options qui en découlèrent multiplièrent les possibilités, rendant les choix plus difficiles et retardant d'autant la finalisation de Techno Pop, qui prit alors un tout autre visage. Kraftwerk découvre le Synclavier au studio Right Track de New York où le groupe a décidé de terminer l'album et peaufiner le mixage. Le Synclavier est crédité sur la pochette du maxi-45 tours The Telephone Call qui suit la sortie de l'album. Le Synclavier de Kraftwerk est livré au studio Kling Klang en janvier 1987. Les possibilités offertes par son système d'enregistrement sur disque dur (Direct-to-Disk) donnent l'idée à Ralf Hütter et Florian Schneider d'archiver numériquement les sons de Kraftwerk, soit à partir des bandes multipistes des albums du catalogue, soit à partir des instruments du studio, afin notamment de pouvoir les réutiliser facilement et les retravailler. Kraftwerk embauche alors Fritz Hilpert, un jeune ingénieur diplômé dans le domaine de l'image et de la technique du son, pour être opérateur du Synclavier et s'occuper notamment de l'archivage des sons. En septembre 1987, le représentant du label Elektra, qui distribue les disques de Kraftwerk aux États-Unis, rencontre les membres du groupe et leur propose de produire une compilation. Séduit par l'idée, Kraftwerk accepte mais décide de conceptualiser cette compilation en produisant des versions modernes des morceaux choisis. Le projet The Mix est né. Le travail de programmation sur les anciennes compositions dans un studio entièrement midifié dont la pièce centrale est le Synclavier prend du temps et finit par lasser Karl Bartos. Celui-ci quitte le groupe en août 1990. Auparavant, Karl Bartos a l'occasion de se produire une dernière fois en concert avec Kraftwerk. En effet, les nouvelles versions sont expérimentées en public lors d'une petite tournée italienne de quatre dates en février 1990. Sur scène, le studio mobile de Kling Klang conserve la même apparence globale qu'en 1981, seul le matériel présent dans les consoles a quelque peu évolué. Ainsi le Synclavier, dont le cadre est repeint de la même couleur que le reste du studio, a pris la place de la grande console contenant les synthétiseurs Moog au poste de Ralf. Le poste « percussions » de Wolfgang Flür (occupé par ce dernier jusqu'en 1981) est attribué à Fritz Hilpert, le nouveau membre du groupe. Si le studio de Kraftwerk a pris une direction numérique lors de sa mise à jour, les synthétiseurs analogiques (désormais équipés d'interface MIDI) qui ont fait « le son » Kraftwerk sont néanmoins toujours présents et utilisés.
L'album, nommé simplement The Mix, sort enfin en juin 1991. Ce disque dévoile des versions remixées aux influences techno, house et hip-hop de The Robots, Computer Love, Pocket Calculator, Autobahn, Radioactivity, Trans-Europe Express, Home Computer et Musique Non Stop.
Karl Bartos a quitté le groupe avant la fin du projet et n'est par conséquent pas crédité sur l'album. Il a pourtant bien participé à la conception de The Mix. Frustré de ne pas pouvoir produire davantage de musique originale avec Kraftwerk, Bartos est parti fonder son propre projet, Elektric Music, qui reste dans un premier temps assez proche de certains sons de Kraftwerk. De son côté Fritz Hilpert, le nouveau membre de Kraftwerk, est crédité au music data mix.
Avec la sortie de The Mix, Kraftwerk se prépare à retourner officiellement sur scène et effectuer une tournée mondiale (qui sera finalement limitée au continent européen), dix ans après la précédente. Afin d'accompagner leur retour scénique, les musiciens ont fait construire quatre véritables robots à leur effigie. Chaque robot est doté d'articulations motorisées au niveau des bras et de la tête, contrairement aux « robots » de 1978 qui ne sont en fait que des mannequins de vitrine. Il existait également un robot à l'effigie de Karl Bartos, mais ce dernier ayant préféré partir avant la sortie du nouvel album, il est « remplacé » par le robot de Fritz Hilpert qu'on peut voir dédoublé sur certaines photos du livret de l'album, entretenant ainsi l'effet de quartet.
La tournée débute à l'été 1991 en Grande-Bretagne sur une dizaine de dates. Le musicien germano-portugais Fernando Abrantes intègre officiellement le groupe en tant que quatrième membre pour remplacer Bartos sur scène. Il dispose d'un robot à son image, comme on peut le voir sur les vidéos promotionnelles du titre "The Robots" diffusées au moment de la sortie de l'album. Cependant Abrantes ne semble pas donner satisfaction, car Ralf et Florian s'en séparent au milieu de la tournée et le remplacent par Henning Schmitz, un autre ingénieur du son proche du studio Kling Klang depuis 1978 qui a notamment collaboré sur Electric Café. Schmitz possède alors lui aussi un robot à son effigie. Le groupe boucle sa tournée européenne à l'automne, visitant la Finlande, la Suède, le Danemark, l'Allemagne, la France (avec des concerts à Lyon, Paris et Tourcoing), la Belgique, les Pays-Bas, la Suisse, l'Autriche, la Hongrie et la Tchécoslovaquie. Kraftwerk avait également prévu de tourner en Asie et en Amérique, mais se voit forcé d'annuler en raison de soucis logistiques. Henning Schmitz et Fritz Hilpert vont s'installer pour une longue durée au sein du quatuor Kraftwerk à la place, respectivement, des membres historiques Karl Bartos et Wolfgang Flür.
Reprenant la structure des consoles en V de 1981 avec des écrans derrière chaque console, Kraftwerk joue globalement le même programme que celui du Computer World Tour, avec l'ajout de deux titres : Tour de France et Music Non Stop en guise de rappel final, pendant lequel chaque musicien, de droite à gauche, joue un petit solo avant de quitter la scène. Le groupe entier quitte son poste derrière les consoles pour jouer Pocket Calculator (dont la langue du texte est adaptée en fonction du pays visité) au contact du public, laissant celui-ci intervenir par intermittence sur les instruments miniaturisés. Le groupe quitte ensuite la scène momentanément, laissant apparaître leurs robots cachés derrière les écrans pendant The Robots.
Kraftwerk donne trois concerts en Angleterre en 1992, dont une participation au festival Stop Sellafield au G-MEX de Manchester aux côtés de U2, Public Enemy et Big Audio Dynamite, affichant ainsi son soutien au mouvement antinucléaire.
En 1993, le groupe fait quatre concerts à travers l'Europe (un en Belgique, un en Allemagne, un aux Pays-Bas et un en Autriche) qui les voit ajouter The Man Machine à leur programme. Ensuite, Kraftwerk se retire du feu des projecteurs pendant plusieurs années. Seule une série de virgules musicales accordées pour la chaîne de télévision américaine MTV en 1994 vient rompre le silence. Le morceau ayant servi pour la confection de ces virgules musicales est en fait une nouvelle version de Musique Non Stop datant de 1991. Ce morceau, d'une durée de plus de huit minutes, sortira près de vingt ans plus tard sur la compilation Remixes[source insuffisante] sous le titre Non Stop.
Il faut attendre 1997 pour voir Kraftwerk revenir sur le devant de la scène. EMI annonce la sortie d'un nouvel album, dont la date est plusieurs fois repoussée. Par ailleurs, Kraftwerk figure en tête d'affiche du festival Tribal Gathering le 24 mai de cette même année à Luton, en Angleterre, ce qui tend à confirmer l'annonce du nouvel album. À cette occasion, même s’ils gardent la même configuration concert que la tournée 1991-1993, les quatre membres du groupe dévoilent une nouvelle tenue de scène inspirée du clip en 3D de Musique Non Stop ainsi qu'un nouveau morceau instrumental aux sonorités techno non titré. Le groupe joue à nouveau ce morceau et deux autres inédits (également sans titre) lors de concerts à Linz (Autriche) et Karlsruhe (Allemagne) en octobre de la même année.
L'année suivante, en 1998, Kraftwerk fait son retour triomphal au Japon pour trois concerts à Tokyo en juin et, sur le chemin du retour, passe par les États-Unis pour quelques dates le voyant se produire à San Francisco, Los Angeles, Chicago, Detroit (le berceau de la techno, où il est particulièrement acclamé) et New York. Le groupe apparaît ensuite aux festivals Sónar en Espagne et Roskilde au Danemark, avant de donner, à l'automne, ses premiers concerts en Amérique du Sud, à Buenos Aires en Argentine puis à Rio de Janeiro au Brésil. Les nouveaux morceaux entendus lors des concerts de 1997 sont parfois joués.
L'album annoncé tout au long de l'année 1997 et dont la sortie est retardée jusqu'en 1998 ne sortira finalement jamais, Kraftwerk renonçant à le finaliser. Les morceaux inédits dévoilés en concert durant cette période étaient, selon toute vraisemblance, pressentis pour y figurer.

### Expo 2000,Tour De France Soundtrackset tournées (1999-2009)
En 1999, le titre Tour de France est édité en CD (et réédité en maxi-45 tours). Il s'agit d'un CD multimédia qui contient une sélection de trois des versions originales sorties en 1983 et 1984, le tout remastérisé numériquement par le groupe lui-même, ainsi que le vidéo-clip du titre utilisant des images d'archives de la course cycliste. Kraftwerk reçoit dans le même temps une commande du comité d'organisation de l'Exposition universelle de Hanovre qui doit se tenir en juin 2000, afin de réaliser une virgule musicale pour l'événement. Elle se matérialise sous la forme d’un motif musical utilisant un vocodeur prononçant « Expo 2000 » en six langues (allemand, anglais, français, russe, espagnol et japonais), pour une durée de cinq à six secondes par langue environ. Elle est dévoilée par les organisateurs en juin 1999, juste un an avant le début de l'exposition universelle. Kraftwerk décide alors de développer le thème pour en faire un véritable morceau et produit, en fin d'année 1999, un nouveau disque de format court 4 titres nommé sobrement Expo 2000, contenant quatre variantes d'une même composition : une version courte et trois versions longues (dont une plus techno et une autre ambient). Les sonorités du CD sont dans la lignée d’Electric Café, de The Mix et des titres techno dévoilés sur scène en 1997-1998. Kraftwerk sort l'année suivante Expo Remix, avec des versions remixées de leur titre réalisées par Orbital, DJ Rolando, Underground Resistance et Francois K.
Les années 2000 et 2001 sont des années de silence pour Kraftwerk, qui prépare en fait activement son retour sur scène dans une toute nouvelle configuration. Les consoles, les quatre écrans et les lourds racks de matériel derrière le groupe disparaissent. Kraftwerk se présente désormais de la façon suivante : quatre petites consoles légères surmontées d’ordinateurs portables, toutes alignées face au public, avec trois écrans géants n'en formant qu'un seul derrière eux. Les musiciens ne quittent plus leurs pupitres, même pour jouer Pocket Calculator, et dévoilent au passage de nouvelles versions de certains titres comme Neon Lights, Airwaves et, bien sûr, Expo 2000, renommé Planet of Visions. Le public découvre la transformation lors des concerts organisés en septembre 2002 à Gand (Belgique), au Luxembourg et à la Cité de la musique de Paris. Le groupe s'envole en décembre avec sa structure légère pour le Japon où il donne deux concerts à Tokyo et Osaka, puis enchaîne en janvier 2003 par une tournée en Océanie aux festivals Big Day Out.

Au cours de l'été 2003, Kraftwerk met la touche finale à son dernier album dans son studio Kling Klang, concrétisant enfin un projet mis en sommeil pendant près de vingt ans. En effet, cet album reprend et développe le thème du sport cycliste abordé en 1983 sur le morceau Tour de France qui était sorti seulement en single en raison de son retrait de la version définitive de l'album Techno Pop. Il est intitulé Tour de France Soundtracks et est, notamment, l'occasion pour le groupe de célébrer le centième anniversaire du Tour de France dont la première édition a eu lieu en 1903. Un premier titre appelé Tour de France 2003 sort au moment où la course s'élance, mais la publication de l'album est légèrement retardée, car Kraftwerk tient encore à en peaufiner le mixage. Quand l'album sort enfin, le 4 août, l'épreuve du Tour de France 2003 est terminée. Aucune des démos esquissées lors du retour sur scène de Kraftwerk en 1997 n'est présente. L'album contient six titres principaux : la suite Prologue / Tour de France Étape 1 / Tour de France Étape 2 / Tour de France Étape 3 / Chrono, Vitamin, la suite Aerodynamik / Titanium, Elektro Kardiogramm, la suite La Forme / Régénération et, enfin; pour conclure l'album, une nouvelle version numérique du titre original de 1983, faite dans l'esprit de The Mix. Longuement attendu par le public et la critique, l'album reçoit un accueil favorable. Il entre à la première position des classements allemands : c'est la première fois dans l'histoire du groupe qu'un disque atteint cette position dans les classements de son pays d'origine. Porté évidemment par la thématique du cyclisme et de l'effort physique, la musique de Kraftwerk est désormais nettement plus techno, avec des accents très minimalistes et des mélodies qui restent reconnaissables. Les textes sont quasiment tous écrits et chantés en français, en hommage au centenaire de la compétition du Tour de France, et il n'y a d'ailleurs pas de versions spécifiques de l'album en allemand ni en anglais, comme c'était habituellement le cas depuis Trans Europe Express. 

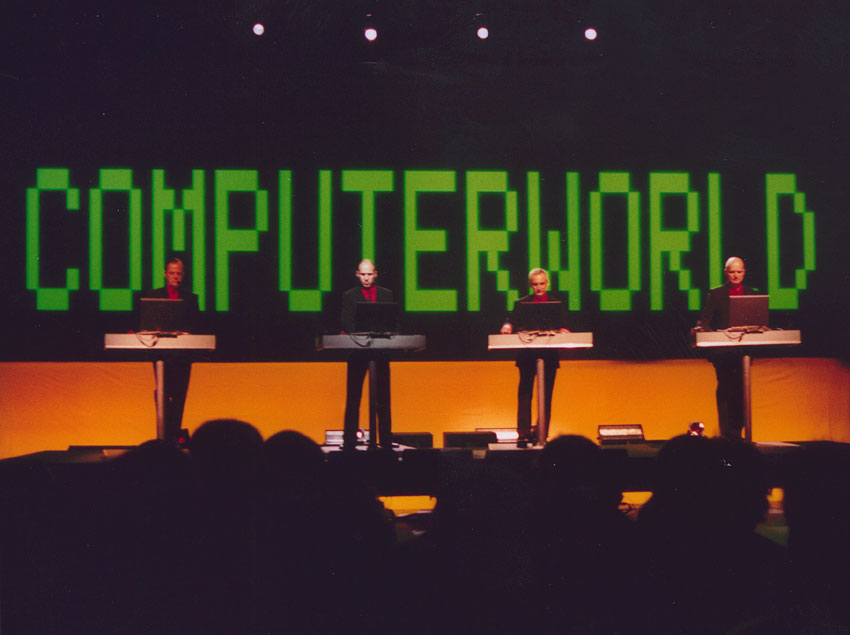
Kraftwerk à Stockholm, en février 2004.

Après les essais concluants de la configuration légère en automne-hiver 2002-2003, treize ans après la tournée "The Mix", Kraftwerk s'embarque en 2004 pour une grande tournée mondiale, la deuxième plus importante après celle de 1981. Il donne ainsi près de soixante-dix concerts sur quatre continents, visitant tout au long de l'année des pays comme le Japon et la Russie, les États-Unis et le Canada, le Brésil, le Chili et l'Argentine et quasiment tous les pays de l'Europe, avec un premier concert en France au Grand Rex à Paris en mars et un second aux Transmusicales à Rennes en décembre, où Kraftwerk achève sa tournée.
En 2005, Kraftwerk prépare la publication d'un album en public et d'un DVD vidéo de la tournée mondiale de 2004 et, afin d'en assurer la promotion, retrouve la scène à la belle saison pour une vingtaine de dates, donnant quelques concerts aux États-Unis puis faisant la tournée des festivals en Europe (avec un passage aux Eurockéennes de Belfort). L'album-DVD est une grande première dans l'histoire du groupe, il sort en décembre 2005 en version CD audio et en version DVD vidéo (disponibles en versions allemande et anglaise) et s'intitule Minimum-Maximum (nom également donné à la tournée promotionnelle de cette année 2005). Ce titre provient du texte de la chanson Elektro Kardiogramm de l'album Tour de France Soundtracks de 2003. Une édition spéciale de Minimum-Maximum sort dans un coffret à l'apparence extérieure et intérieure d'un ordinateur portable sous le nom de Notebook. Le coffret contient le double CD et le double DVD, ainsi qu'un livre de 88 pages contenant photos et illustrations du visuel des concerts, et dont la couverture fait office de "clavier" à l'ouverture du Notebook.
Kraftwerk se produit en concert à six reprises en 2006, essentiellement lors de festivals, avec deux prestations en Norvège, une en Allemagne, une en Tchéquie, une en Belgique et un dernier concert en novembre à Saragosse en Espagne qui, on ne le sait pas encore, voit la dernière apparition sur scène de Florian Schneider. Le groupe marque une pause en 2007, avant de repartir en tournée en 2008 et en 2009, pour une vingtaine de dates pour chacune de ces années. La surprise est donc l'absence de Florian Schneider, qui est remplacé par Stefan Pfaffe, le responsable des effets visuels du groupe. Aucune raison n'est divulguée et la rumeur d'un possible départ de Florian Schneider se propage au cours de l'année 2008. Ce n'est que le 5 janvier 2009 qu'un communiqué émanant de la maison de disque confirme officiellement le départ de Florian Schneider, l'un des deux fondateurs du groupe.

### The Catalogue, tournées 3D etThe Catalogue 3-D(depuis 2009)
En 2009, Kraftwerk sort enfin The Catalogue, qui était attendu depuis 2004 (des rares versions promo non destinées à la vente avaient en effet circulé à l'époque). Il s'agit de la réédition de leurs huit albums officiels parus entre 1974 et 2003 (Autobahn, Radio-Activity, Trans-Europe Express, The Man-Machine, Computer World, Electric Café retitré en Techno Pop, The Mix et Tour De France Soundtracks retitré en Tour De France), en versions remastérisées et accompagnés d'un visuel étoffé à partir des illustrations d'origine. Ces nouvelles éditions sont labellisées "Kling Klang Digital Master" (2009). Les albums sont disponibles aux formats CD, vinyle, numérique et, bien sûr, en coffret. Le coffret est donc intitulé The Catalogue (Der Katalog pour la version allemande). Il comprend les huit albums en CD (numérotés de 1 à 8). Chaque disque est accompagné d'un livret de 16 pages, contenant illustrations, photos, mention des crédits et éventuellement des paroles. Les livrets sont en petit format pour les CD séparés, et grand format 30 cm pour le coffret. Kraftwerk a décidé de ne pas inclure de contenu additionnel et de rester fidèle au contenu originel de chaque disque, à quelques exceptions, concernant notamment le titre de deux albums, mais surtout le remplacement de The Telephone Call sur Techno Pop (ex-Electric Café). La version originale de The Telephone Call a, en effet, été remplacée par la version courte du remix de The Telephone Call et House Phone, les deux morceaux figurant en face B du maxi 45 tours The Telephone Call, sorti au début de 1987. Certains s'interrogent sur l'absence des trois premiers albums qui sont considérés comme de « l'archéologie » par les deux meneurs. Ils ne figurent, effectivement, plus dans la discographie officielle de Kraftwerk depuis 1981. Ayant récupéré les droits exclusifs sur leur production concernant les albums distribués par Phonogram (Kraftwerk, Kraftwerk 2, Ralf & Florian, Autobahn), Hütter et Schneider ne souhaitaient, en effet, pas que les trois premiers albums continuent d'être publiés, au contraire d'Autobahn qui a été réédité la première fois (avec une pochette légèrement modifiée) par EMI en 1985.
Entre septembre 2009 et octobre 2011, Kraftwerk marque une pause de deux ans. Ce temps est mis à profit pour, à nouveau, mettre à jour la configuration et retravailler une fois de plus le répertoire du groupe. Kraftwerk remonte sur scène à l'automne 2011 à Munich pour trois concerts exceptionnels. Le groupe, désormais composé de Ralf Hütter, Henning Schmitz, Fritz Hilpert et Stefan Pfaffe (qui sera remplacé par Falk Grieffenhagen à la suite de ces concerts), dévoile au public son nouveau spectacle. Toujours axée autour de quatre consoles éclairées, cette fois dépourvues de portables mais équipées d'écrans tactiles ou tablettes numériques, la configuration délaisse les trois écrans pour un seul écran géant capable de projeter des images et des visuels en trois dimensions, visibles à la condition de porter des lunettes fournies au public pour chaque concert. Autre nouveauté : Kraftwerk propose désormais de jouer sur scène, suivant le concert, tout son répertoire, avec des images en 3D synchronisées au son.
Dès lors, Kraftwerk s'embarque dans des résidences et rétrospectives en public de son œuvre où chacun des huit albums de son catalogue officiel est joué. Ainsi, en avril 2012, le groupe est invité, lors d'une résidence The Catalogue 3D, au MoMA de New York. Pendant huit soirées, Kraftwerk joue un album dans son intégralité ainsi que plusieurs autres classiques, à raison d'un album par soir. Ainsi, lors de la rétrospective au MoMA, Kraftwerk a joué Autobahn le 10 avril, Radio-Activity le 11, Trans-Europe Express le 12, et ainsi de suite jusqu'à la performance de Tour de France le 17 avril. Ces concerts au MoMA se sont déroulés à guichet fermé et ont rapidement fait l'objet de vente de places au marché noir spéculatif (certains billets achetés vingt-cinq dollars ont pu atteindre un prix de revente allant jusqu'à quarante mille dollars), prouvant que Kraftwerk attire toujours autant son public, même après toutes ces années.

Ce concept de résidences Catalogue 3D a, par la suite, été exporté au Kunstsamlunng NRW de Düsseldorf en janvier 2013, à la Tate Modern de Londres en mars 2013, à l'Akazaka Blitz de Tokyo et au grand Opéra de Sydney en mai 2013, au Walt Disney Concert Hall de Los Angeles en mars 2014, au Burgtheater de Vienne en mai 2014, à la Fondation Louis-Vuitton de Paris en novembre 2014, à la Neue Nationalgalerie et au Paradiso d'Amsterdam de Berlin en janvier 2015, au Concert Hall de Copenhague en février 2015, au Norske Opera d'Oslo en août 2016, au musée Guggenheim de Bilbao en octobre 2016, au Koeningin Elisabethzaal d'Anvers en mai 2017 et à l'OGR de Turin en novembre 2017. 

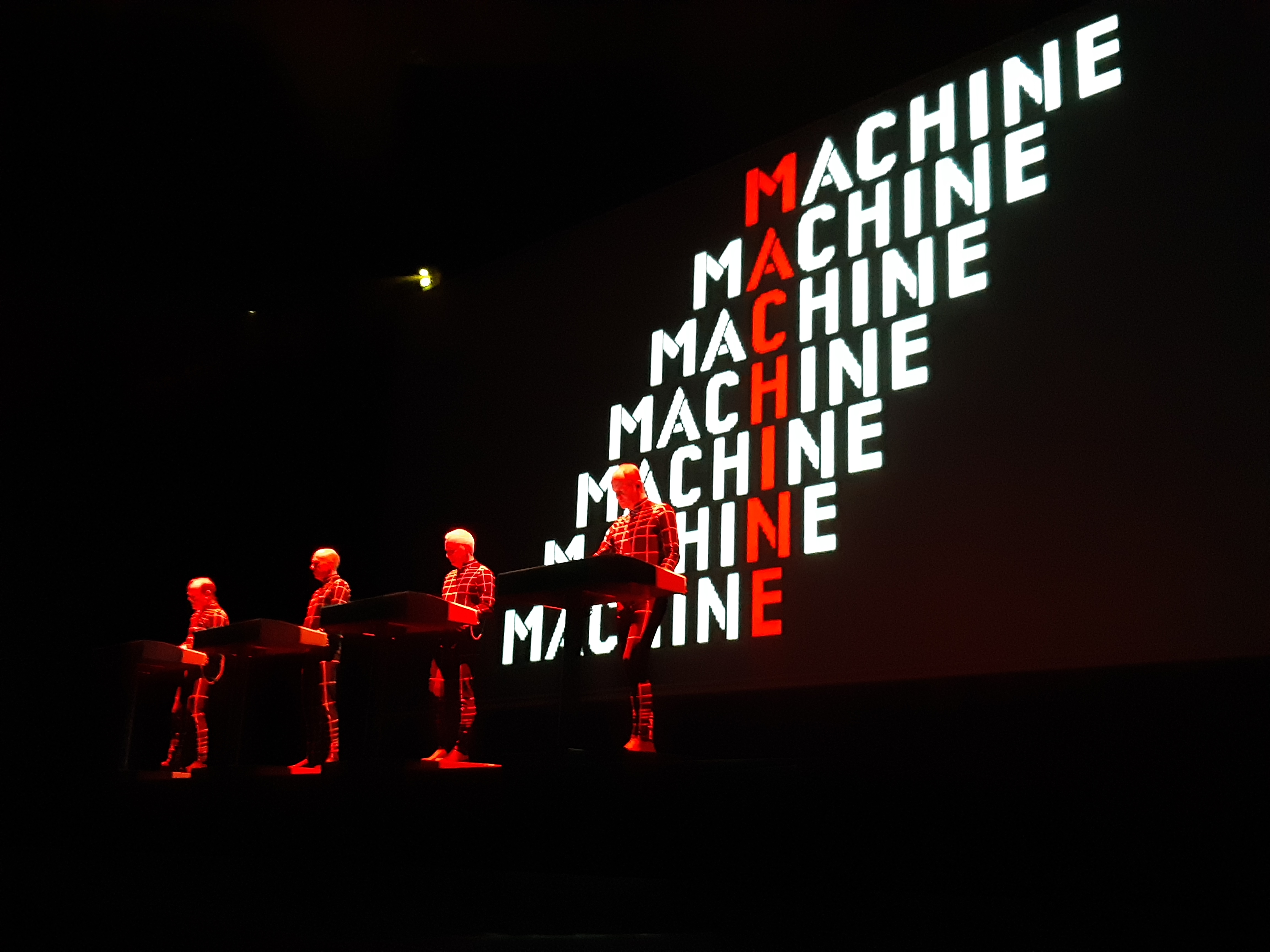
Kraftwerk à Paris, en juillet 2019.

En parallèle de ces résidences Catalogue, Kraftwerk effectue de nombreux concerts à travers le monde. Ils repassent, depuis le lancement du concept 3D, régulièrement en France : en mai 2014 au festival Nuits sonores de Lyon ; à Lille, Nantes, Grenoble et Marseille en novembre 2015 et, finalement, à Paris pour trois dates lors du festival Days Off à la Philharmonie en juillet 2019 (photo en encadré). En 2020, il était prévu que le groupe passe par Clermont-Ferrand et Nîmes en mai et au festival La Route du Rock de Saint-Malo en août, mais tous les concerts du groupe planifiés en 2020 et 2021 ont dû être annulés en raison de la crise de la Covid-19. Les concerts de Nîmes et Clermont-Ferrand sont toutefois reprogrammés en mai 2022, tandis qu'un autre est inscrit au programme du festival parisien Rock en Seine en août de la même année.
À l'époque de ces concerts 3D, Ralf Hütter déclare en 2013, lors d'une interview pour The Guardian, que le groupe se concentre sur la préparation d'un nouvel album. Annoncée dès l'été 2015, la sortie de la nouvelle production de Kraftwerk est effective au printemps 2017 : il s'agit, finalement, de 3-D The Catalogue, un coffret album, en version audio ou DVD-vidéo, comprenant les huit albums officiels du Catalogue tels que rejoués en concert depuis 2012 dans leur version modernisée. Contrairement au précédent album public Minimum-Maximum de 2005 qui comprenait un mixage de sons d'ambiance et du public, 3-D The Catalogue en est dépourvu et présente donc à l'écoute les caractéristiques d'un album studio normal, à l'image de The Mix. Il est finalement disponible le 26 mai 2017 dans tous les formats : en numérique, en CD, en vinyle et en Blu-ray pour l'édition deluxe.
Kraftwerk célèbre ses cinquante ans d'existence en 2020, année où disparaît l'un de ses deux membres fondateurs, Florian Schneider, retiré du groupe depuis 2008. En octobre 2020, les huit albums du catalogue (versions allemandes et internationales) sont réédités en vinyle à l'occasion du cinquantenaire. Il s'agit d'une édition spéciale qui a la particularité de proposer des vinyles translucides colorés, assortis aux pochettes des albums (version Kling Klang digital master de 2009) : bleu pour Autobahn, jaune pour Radio-Activity, blanc pour Trans-Europe Express, rouge pour The Man-Machine, etc. Enfin, une compilation spéciale intitulée Remixes sort à Noël 2020, disponible en téléchargement et streaming uniquement. Il s'agit cette fois, comme son nom l'indique, d'une collection de morceaux remixés - par le groupe lui-même ou d'autres artistes - dans les années 1990 et 2000 et parus à l'origine en vinyle et CD single, à l'exception d'un inédit, Non Stop.
Le 27 juillet 2024, lors du Fuji Rock Festival à Naeba au Japon, Ralf Hütter a exceptionnellement tenu à rendre hommage au musicien japonais Ryuichi Sakamoto, mort en 2023 et avec qui il était ami depuis 1981, en interprétant le morceau Merry Christmas Mr. Lawrence, composé par Sakamoto. Kraftwerk a ensuite enchaîné le concert par Radioactivity, dont Sakamoto écrivit les paroles en japonais en 2012.

## Style musical
Plus connu pour ses albums électroniques, Kraftwerk a cependant débuté comme dans la musique d'improvisation krautrock dans la veine de groupes tels que Can ou Neu!. Ses trois premiers albums étaient donc plus près de la musique d'expérimentation rock de l'époque des années 1970 et n'avaient pas encore l'accroche pop, la structure et la dynamique rythmique que connaîtront leurs albums suivants.
Sur les albums Kraftwerk et Kraftwerk 2, sortis en 1970 et 1971, le groupe fait de l'exploration musicale à partir d'instruments traditionnels comme la guitare, la basse, l'orgue électrique, le piano électrique, la flûte et le violon, souvent traités par divers effets, mais fait aussi usage d'instruments électroniques comme le Tubon (de) sur le premier album, ou la boîte à rythmes qui fait une apparition notable sur le morceau Kling Klang du second album. L'ingénieur du son et coproducteur Conny Plank signe une contribution non négligeable au mixage, par les effets et la manipulation des bandes audio, comme les changements de vitesse, lectures à l'envers, etc. Les deux albums sont totalement instrumentaux.
Avec l'album Ralf und Florian sorti en 1973, le groupe commence à progresser en direction de son propre style, faisant un usage plus intensif de synthétiseurs (Minimoog, EMS Synthi AKS) et de boîte à rythmes, dont Kraftwerk est l'un des pionniers.
Essentiellement instrumental, l'album révèle cependant la première utilisation de vocodeur par Kraftwerk, ce qui deviendra par la suite sa marque de fabrique.
Le tournant de la carrière de Kraftwerk, aussi bien sur le plan de la structure musicale que de la conception sonore, s'opère en 1974 avec l'album Autobahn et sa chanson titre de vingt-deux minutes présentant une rythmique appelée par la suite motorik. Ce titre est un succès mondial et démontre une nouvelle maîtrise tout en rigueur et précision dans l'utilisation des synthétiseurs et instruments électroniques, où l'improvisation n'a plus sa place, ce qui marque une véritable rupture avec ce que le groupe avait pu faire jusque-là. Kraftwerk poursuit alors dans cette voie purement électronique avec les albums Radio-Activity (1975), Trans Europe Express (1977), The Man-Machine (1978) et Computerworld (1981) où chacun semble le prolongement du précédent, et où le tout forme un ensemble cohérent. Kraftwerk vit son âge d'or, ses albums de cette époque auront une énorme influence. Dans les années 1980, Kraftwerk effectue la transition du monde analogique au monde numérique (Electric Café, 1986) et conceptualise ce changement sur l'album The Mix (1991) sans que toutefois le style en soit fondamentalement affecté. Mais il faudra attendre le début des années 2000, que la technologie le permette, pour voir les membres de Kraftwerk jouer désormais en concert avec les seuls ordinateurs.

## Paroles
Les paroles de Kraftwerk traitent de la vie urbaine et technologique de l'Europe de l'après-guerre — voyager en automobile dans Autobahn, en train à travers l'Europe, utiliser des ordinateurs personnels ou des calculatrices de poche... Les paroles, qui sont en fait plus des textes déclamés, en apparence simplistes, montrent une position à la fois candide et critique face au monde moderne, en même temps qu'elles jouent un rôle important dans la structure rythmique des morceaux. Plusieurs compositions de Kraftwerk expriment la nature contradictoire de la vie urbaine moderne : une forte sensation d'aliénation et une célébration des joies de la vie moderne (et de ses avancées technologiques).
Kraftwerk a été l'un des premiers groupes pop à enregistrer les sons et les instruments électroniques. La plupart des voix présentes dans leur albums sont traitées par des vocodeurs ou générées à partir de logiciel de synthèse vocale. Florian Schneider expérimente dès les années 1970 avec le Votrax, un instrument de synthèse vocale d'origine militaire capable de générer des phonèmes qui est particulièrement audible sur l'album Radio-Activity sur des titres comme Radio Land ou Uranium. Par la suite, il utilise des appareils plus communs comme les calculatrices de Texas Instruments pourvues d'une puce de synthèse vocale (audible sur Computer World, Pocket Calculator et Home Computer), et développe même un procédé de synthèse vocale, breveté en 1990, le Robovox, utilisé dès lors par Kraftwerk.
L' album Radio-Activity est le premier où figure une autre langue que l'allemand. Il est en fait bilingue, presque tous les titres sont en effet chantés en allemand et en anglais. Il n'existe donc qu'une seule version de l'album, mais sur l'édition allemande les titres sont mentionnés en allemand, et sur l'édition internationale ils le sont en anglais. Ensuite tous les albums, de Trans Europe Express à The Mix, ont été produits en deux versions distinctes, allemande pour le marché allemand et anglaise pour le marché international. Les versions allemandes illustrent la volonté de Kraftwerk d'offrir un autre modèle à celui dominant anglophone dans la musique pop et rock. Ralf Hütter explique, lors d'un entretien avec le magazine Creem, en septembre 1975 : « Vous voyez, un autre groupe, comme Tangerine Dream, même [s'il est] allemand, [il a] un nom [en] anglais, [ce qui sous-entend] une identité anglo-américaine, ce que nous dénonçons complètement. Nous voulons que le monde entier sache que nous sommes originaires d'Allemagne, parce que la mentalité allemande — qui est plus évoluée — fera toujours partie de notre comportement. Nous créons à partir de la langue allemande, notre langue maternelle, qui est très mécanique ; nous utilisons cela comme base de notre musique. […] Après la guerre, l'industrie du spectacle en Allemagne était détruite. Le peuple allemand s'est vu dépossédé de sa culture, au profit de la culture américaine. Je pense que nous sommes la première génération née après la guerre à renverser tout ça, à savoir où ressentir la musique américaine et où nous ressentir nous-mêmes. Nous ne pouvons pas nier le fait que nous sommes allemands. »
Kraftwerk a aussi expérimenté avec l'utilisation des images générées par ordinateur pour leurs clips (citons le travail de Rebecca Allen sur le clip vidéo de Musique Non Stop en 1986) et leurs apparitions sur scène.
Le groupe accorde une grande importance à l'esthétique sonore autant que visuelle, ce qui les met en rupture avec la majorité des groupes de l'époque et leur insuffle beaucoup de modernité. Dès les années 1970, ils se révéleront être ce que l'on appelle aujourd'hui des designers sonores et visuels. Ils travaillent au groupe et à leur musique en tant que « concept » en cherchant à maîtriser leurs visuels. Leur démarche tient autant de la démarche de l'art contemporain que des avant-gardes représentées alors par des artistes comme Can, Brian Eno ou David Bowie. La nouveauté dans leur esthétique sonore se trouve notamment dans la froideur apparente des sons utilisés (synthétiseurs, boîtes à rythmes) et dans leur apport dans la musique pop des sons proches de ceux générés par les machines et la technologie industrielle. Les techniques introduites et l'équipement développé par le groupe sont désormais courants en musique contemporaine. Beaucoup de DJ de la musique techno se réfèrent au groupe comme à une de leurs influences les plus importantes.

## Échantillonnages, reprises et influences
(avril 2016).
De nombreux artistes déclarent avoir été fortement influencés par Kraftwerk, à commencer, dès le milieu des années 1970, par David Bowie, qui n'a jamais manqué de rappeler l'influence de leur travail dans sa fameuse aventure berlinoise (1977-1979). Il faut citer aussi Vince Clarke, fondateur de Depeche Mode et musicien actuel du groupe britannique Erasure. C'est aussi le cas des pionniers de l'electro/hip-hop, comme Afrika Bambaataa, mais surtout à Détroit où le duo Cybotron puis les pionniers de la techno (Juan Atkins, Derrick May et Kevin Saunderson) feront toujours référence à Kraftwerk comme une influence déterminante, découverte permise par l'émission Midnight Funk Association du DJ Charles Johnson (The Electrifying Mojo). Une seconde vague d'artistes de Détroit, parmi lesquels Underground Resistance, Drexciya ou Aux 88, se revendiquera de ce même héritage non seulement au niveau stylistique mais aussi dans l'esthétique de l'anonymat visuel développé par Kraftwerk.
Kraftwerk sera aussi une source d'inspiration pour des musiciens d'univers plus new wave ou rock tels Simple Minds, OMD, Ride ou Coldplay. De son côté, la chanteuse française Robert a repris Das Model sur son premier album, Sine, qui témoigne de son attachement à la musique de Kraftwerk. Bien sûr, l'influence la plus évidente se retrouve chez les producteurs d'une electro froide où l'on parle d'un monde tout technologique et aseptisé, comme chez Plastikman, Anthony Rother, Dopplereffekt et Arpanet ; l'autre branche influencée est celle de l'electro mélancolique et organique qui privilégie des mélodies simples et aériennes avec des instruments datant de l'époque de Kraftwerk, comme Boards of Canada, M83, Marboss ou Nathan Fake.
Il y a quelques reprises de compositions de Kraftwerk, mais leur force se retrouve essentiellement à travers tous les échantillonnages d'instrumentaux ou de beats qu'on retrouve souvent dans les titres hip hop ou électro. Le titre Trans-Europe Express est la chanson de Kraftwerk la plus échantillonnée. Voici quelques chansons inspirées de Kraftwerk :
- Planet Rock d'Afrika Bambaataa en 1982 qui en réalité ne sample pas puisque la musique a été réenregistrée en studio. La mélodie provient de Trans-Europe Express et le rythme semble provenir de Numbers. Chose intéressante, ce morceau Planet Rock est à son tour l'un des morceaux de rap les plus samplés.
- Train Grande Vitesse de l’Est par le français Marboss est une francisation du morceau Trans Europe Express et devient, en 2007, la musique officielle de l’inauguration de la LGV Est européenne et du TGV EST.
- Trans Europa Express par Anthony Rother, remix au goût electro allemand contemporain de Trans Europe Express.
- Ouais gros de 113 qui sample en 1999 Trans-Europe Express (production DJ Mehdi).
- Wake Me Up in Heaven par Mike Patton et les X-Ecutionners qui sample en 2005 The Robots.
- Talk par Coldplay reprend la mélodie de Computerlove et les membres de Kraftwerk sont d'ailleurs crédités comme compositeurs du morceau.
- Numbers (titre allemand : Nummern) par le beatboxer Kenny Muhammad sur l'album Make The Music 2000 du beatboxer Rahzel, en piste cachée.
- Pour le morceau Trans-Europe Express, on retrouve encore des résurgences chez De La Soul, Mirwais, Missy Elliott et même Madonna (introduction de Music).
- Señor Coconut (and his orchestra), groupe dont l'initiateur est Uwe Schmidt, a sorti en 2002 l'album El Baile Alemàn, entièrement constitué de reprises de Kraftwerk, en version cha-cha-cha, mambo ou bossa nova.
- Le Balanescu Quartet, un quatuor à cordes proche de Michael Nyman, a repris sur son album Possessed (1992), cinq morceaux de Kraftwerk : The Robots, The Model, Autobahn, Computer Love et Pocket Calculator.
- Das Modell de Rammstein est une reprise de Das Model.
- Le groupe français Kat Onoma a joué à de nombreuses reprises sur scène une version étirée et électrique de Radioactivity.
- Le groupe de hardcore de Chicago Big Black a enregistré en 1987 une reprise de The Model en face B de son 45 tours He's a Whore, Steve Albini n'ayant jamais caché son admiration pour le groupe.
- The Divine Comedy et Ride ont repris The Model. The Divine Comedy a également repris Radioactivity.
- Zrcalo Sveta de Laibach, tiré de l'album Trans Slovenia Express, reprend le fond musical de Spiegelsaal de Kraftwerk avec des paroles originales en slovène.
- New Beats the House de Greyhouse, un must de la période « new beat » sorti en 1989 sous le label Belge R&S et reprenant la base rythmique de It's More Fun to Compute agrémenté de plusieurs samples vocaux basiques.
- Le groupe français Treponem Pal a repris en 1991 Radioactivity dans une version aux guitares très lourdes sur leur album Aggravation.
- 8 Bit Operators une compilation de reprise de Kraftwerk à partir de sons de consoles Nintendo ou encore d'ordinateurs Amiga.
- Sur leur premier album Living In A Magazine, les britanniques de Zoot Woman, dont le leader est Stuart Price (producteur de la grande majorité de Confessions on the dancefloor de Madonna) reprennent Das Modell. Le titre de l'album est d'ailleurs une citation extraite des paroles de cette chanson.
- Le titre Neon Lights (de l'album The Man-Machine) est repris en 2000 par Jay Jay Johanson comme bonustrack sur la piste 15 de l'album Poison. Il fut également repris par Orchestral Manoeuvres in the Dark et Simple Minds.
- On trouve une reprise de Das Modell dans l'album Voyager - The jugglers of Jusa de Sopor Aeternus & The Ensemble of Shadows qui porte le titre de Modela Est.
- Dans le titre Private Show de l'album Can't Take Me Home de Pink, on peut entendre l'air de Die Mensch-Maschine.
- En 1987, Jean-Pierre Mader reprend le titre Radioactivity sur son album live Mader En Concert (Sous Influences)[46].
- En 1989, le groupe de hip-hop 2 Live Crew reprend The Man-Machine sur leur titre D.K Almighty ainsi que d'autres reprises.
- En 2004, le DJ français Busy P du label Ed Banger sort un vinyle en édition limitée, sur lequel figure en face B un titre fondé sur la basse d'Aerodynamik, intitulé Be@rbrick Dance
- En 2006, le groupe finlandais Eläkeläiset reprend le titre Das Modell sur leur album Das Humppawerk EP[47].
- En 2008, le groupe français Birdy Nam Nam sort un morceau intitulé Trans Boulogne Express, en hommage à Trans Europe Express.
- En 2009, Busy P crée un remix du morceau It's More Fun to Compute.
- En 2009, le clip Boom Boom Pow des Black Eyed Peas est largement inspiré de Boing Boom Tschak (tête en image de synthèse).
- En 2010, Mr Oizo et Gaspard Augé créent un morceau Tricycle Express, issu de la bande son du film Rubber, qui a le même battement que Trans-Europe Express.
- La même année, l'artiste français Gesaffelstein sort un EP chez Turbo, s'inspirant clairement des vocales finales de Music Non-Stop tout au long de celui-ci.
- On peut retrouver une petite partie de Sex Object dans la musique d'entrée de Booker T à la WWE.
- Spacelab a inspiré Nobuo Uematsu pour la piste Anxious Heart de Final Fantasy VII.

## Concerts
Kraftwerk joue à ses débuts en marge du circuit rock ou des concerts classiques, préférant les lieux organisant des happenings.
En janvier 2014, Kraftwerk est récompensé aux Grammy Awards pour le prix du Lifetime Achievement (littéralement : accomplissement de vie, ou de carrière). Lors de la remise du prix, Ralf Hütter (fondateur restant du groupe) dit, lors du discours en 2014 : « Comme vous le savez, nous avons commencé à la fin des années 1960, au mouvement de 1968 (sorte de révolution des étudiants) et nous étions en train de travailler sur la scène expérimentale d'art visuel vers Düsseldorf, parce que les galeries d'art étaient les seules places et musées d'art qui nous laissaient jouer, parce que nous n'avions aucun répertoire. »
Les concerts ont toujours occupé une partie importante dans les activités de Kraftwerk. Même si les spectacles s'articulent autour de morceaux et de compositions préconçues, l'improvisation y joue un rôle important.
En juillet 2019, Kraftwerk fait l'objet d'une exposition à la Philharmonie de Paris, Electro, De Kraftwerk à Daft Punk. En parallèle, le groupe joue au festival Days Off en lien avec l'exposition, les 11, 12 et 13 juillet.

## Affaires en justice
Depuis 1999, les membres du groupe Kraftwerk accusaient deux producteurs de hip-hop d’avoir utilisé sans autorisation un extrait de leur morceau Metall Auf Metall. En 2019, la Cour européenne de justice statue finalement en faveur du groupe allemand. L’institution a confirmé que les producteurs Moses Pelham et Martin Hass avaient échantillonné un extrait clairement identifiable dans leur morceau Nur Mir. Le parquet souligne alors que les échantillons reconnaissables prélevés sur un enregistrement existant, même s’ils sont très courts, doivent être autorisés par le producteur original.

## Membres

### Membres actuels
- Ralf Hütter : fondateur du groupe, composition, production, chant, vocodeur, synthétiseur, claviers (depuis 1970), orgue, batterie, percussions électroniques, basse, guitare (1970-1974)
- Fritz Hilpert : percussions électroniques (depuis 1989)
- Henning Schmitz : percussions électroniques, claviers (depuis 1991)
- Falk Grieffenhagen : technicien vidéo (depuis 2012)

### Anciens membres principaux
- Florian Schneider : fondateur du groupe, composition, production, synthétiseurs, chant, vocoder, synthèse vocale, percussions électroniques, flûte, guitare électrique, violon, technicien vidéo (1970-2008, mort en 2020)
- Karl Bartos : composition, percussions électroniques, claviers (1975-1990)
- Wolfgang Flür : percussions électroniques (1973-1987)

### Autres anciens membres

#### Après 1990
- Stefan Pfaffe : technicien vidéo (2008-2012)
- Fernando Abrantes : percussions électroniques, clavier (1991)

#### De 1970 à 1974
Il s'agit de musiciens qui ont accompagné le groupe sur scène (ou en studio), occasionnellement ou non, et n'ont, à une exception près (Röder), jamais fait officiellement partie de Kraftwerk :
- Klaus Röder : guitare électrique, violon électronique (album Autobahn) (1974)
- Klaus Dinger : batterie (album Kraftwerk) (1970-1971, mort en 2008)
- Andreas Hohmann : batterie (album Kraftwerk) (1970)
- Michael Rother : guitare électrique (1971)
- Eberhard Kranemann : guitare basse (1970-1971)
- Houschäng Néjadepour : guitare électrique (1970)
- Plato Kostic : guitare basse (1973)
- Peter Schmidt : batterie (1970)
- Karl « Charly » Weiss : batterie (1970, mort en 2009)
- Thomas Lohmann : batterie (1970)

### Collaborateurs
- Emil Schult : conception graphique et visuelle, coécriture des textes (1973-1986), guitare électrique, violon électronique (1973)
- Maxime Schmitt : coécriture des textes en français (1976-2003)

### Chronologie
Note : ne figurent dans ce tableau chronologique que les musiciens qui ont officiellement été membre du groupe

## Discographie

### Albums studio
| 1970 | - | Kraftwerk                  | -  | - | -  | 30 |
| 1972 | - | Kraftwerk 2                | -  | - | -  | 36 |
| 1973 | - | Ralf und Florian           | -  | - | -  | -  |
| 1974 | 1 | Autobahn                   | -  | - | -  | 7  |
| 1975 | 2 | Radio-Activity             | 1  | - | -  | 22 |
| 1977 | 3 | Trans-Europe Express       | 2  | - | -  | 32 |
| 1978 | 4 | The Man-Machine            | 14 | - | -  | 12 |
| 1981 | 5 | Computer World             | -  | - | -  | 7  |
| 1986 | 6 | Electric Café              | -  | - | -  | 23 |
| 1991 | 7 | The Mix                    | -  | - | 27 | 6  |
| 2003 | 8 | Tour de France Soundtracks | 84 | - | 25 | 1  |

#### Catalogue (albums 1 à 8)
| 2009 | The Catalogue | - | - | - | 34 |

### Albums en public (audio et vidéo)
| 2005 | Minimum-Maximum   | 123 | 45 | 58 | 26 |
| 2017 | 3-D The Catalogue | 171 | 79 | 25 | 4  |

### Singles
| Année | Single                  | Charts               | Charts            | Charts               | Charts                 | Charts                 | Charts |
| Année | Single                  | Drapeau de la France | Drapeau du Canada | Drapeau de la Suisse | Drapeau de l'Allemagne | Drapeau du Royaume-Uni |        |
| ----- | ----------------------- | -------------------- | ----------------- | -------------------- | ---------------------- | ---------------------- | ------ |
| 1973  | Kohoutek-Kometenmelodie | -                    | -                 | -                    | -                      | -                      |        |
| 1974  | Comet Melody 2          | -                    | -                 | -                    | -                      | -                      |        |
| 1975  | Autobahn                | -                    | 12                | -                    | 9                      | 11                     |        |
| 1976  | Radioactivity           | 1                    | -                 | -                    | -                      | -                      |        |
| 1977  | Trans-Europe Express    | 11                   | -                 | -                    | -                      | -                      |        |
| 1977  | Les Mannequins          | -                    | -                 | -                    | -                      | -                      |        |
| 1978  | The Robots              | -                    | -                 | -                    | 18                     | -                      |        |
| 1978  | The Model               | -                    | -                 | -                    | 7                      | 1                      |        |
| 1978  | Neon Lights             | -                    | -                 | -                    | -                      | -                      |        |
| 1980  | Pocket Calculator       | -                    | -                 | -                    | 63                     | -                      |        |
| 1981  | Computerwelt            | -                    | -                 | -                    | -                      | -                      |        |
| 1981  | Computer Love           | -                    | -                 | -                    | -                      | -                      |        |
| 1983  | Tour de France          | -                    | -                 | -                    | 47                     | -                      |        |
| 1986  | Musique Non-Stop        | -                    | -                 | -                    | 13                     | -                      |        |
| 1987  | The Telephone Call      | -                    | -                 | -                    | -                      | -                      |        |
| 1999  | Expo 2000               | -                    | -                 | 95                   | 35                     | -                      |        |
| 2003  | Tour de France 2003     | -                    | -                 | -                    | 50                     | -                      |        |
| 2004  | Aerodynamik             | 95                   | -                 | -                    | 80                     | -                      |        |

## Au cinéma
Dans le film The Big Lebowski des frères Coen, sorti en 1998, Jeff Bridges tombe sur l'album d'un groupe de techno-pop fictif nommé Nagelbett. Le titre de l'album est Autobahn, clin d'œil à un album homonyme de Kraftwerk. La jaquette de l'album parodie celle de l'album The Man-Machine, où les membres de Kraftwerk sont représentés avec une chemise rouge et une cravate noire.
Dans Into Eternity, documentaire de Michael Madsen retraçant la construction du dépôt à déchets nucléaires Onkalo de Finlande, on peut entendre Radio-Activity.